# Estudio abierto
Estudio abierto va ser un programa d'entrevistes espanyol estrenat el 29 de març de 1970 en TVE. Inicialment s'emetia per la segona cadena, també coneguda com a UHF, sent fonamental en aquesta etapa Manu Leguineche. En 1974 va passar a la primera cadena, sent emès fins a 1975, amb una segona edició entre 1982, 1983, 1984 i 1985, quan va ser substituït en aquesta data pel programa Fin de siglo presentat per Pablo Lizcano.
Inspirat en espais com El show de Johnny Carson, el programa va ser ideat i presentat pel periodista José María Íñigo, guanyador de dos TP d'Or per aquest mateix programa. Durant 120 minuts, se succeïen les diferents i variades seccions del programa, entre les quals es trobaven les entrevistes a famosos nacionals i estrangers, actuacions musicals, un repàs de l'actualitat i la secció "Mundo Curioso", on desfilaven els personatges més pintorescs, entre els quals va tenir una gran rellevància el nombre de la cullera del mentalista Uri Geller en la Espanya dels anys 70. En la primera etapa va tenir un enorme èxit popular.
José María Iñigo, exercia la funció de coordinador i responsable de les contractacions artístiques, a més de "conseguidor" d'algunes de les millors entrevistes realitzades al programa.

## Premis
- TP d'Or 1974 al Millor Programa Nacional.
- TP d'Or 1975 al Millor Presentador Masculí per José María Íñigo.
- TP d'Or 1984 al Millor Presentador Masculí per José María Íñigo.